# テトスへの手紙
『テトスへの手紙』（テトスへのてがみ、テトスへの書）は新約聖書中の一書簡である。（希: Titon, 羅: Titum）。日本ハリストス正教会では『ティトに達する書』という。
保守的な聖書学者尾山令仁は、この手紙はパウロが殉教する直前のAD67年にローマの獄中で書いたものであると考えている。

## 内容
パウロからクレタに残された彼の弟子であるテトス（『第2コリント書』 8:23）へ宛てた形をとる。
内容は、クレタにおいて長老と監督者を立ててもらうための依頼とその基準の教示、異教・異端に対する警告である。

## 批判等
文体や思想、パウロ時代の教会組織の構造との食違い等から、近代聖書批評学の立場では2世紀初頭成立の偽作と考えられる。『第1テモテ書』に似る。

なお、第一章には
彼らのうちの一人、預言者自身が次のように言いました。「クレタ人はいつもうそつき、悪い獣、怠惰な大食漢だ。」（テトス 1:12、新共同訳聖書）
という言及があり、論理学でいう自己言及のパラドックス（エピメニデスのパラドックス）の有名な例としてしばしば引かれる。